# Кад би’ био бијело дугме
Кад би’ био бијело дугме (1974.) је први студијски албум утицајне југословенске рок групе Бијело дугме у издању Југотона. Албум снимају двадесетак дана у љубљанском студију „Академик“, након завршене турнеје на којој су наступали као предгрупа „Југословенској поп секцији“ Тихомира Асановића. Заједно са њиховим другим студијским албумом, Шта би дао да си на мом мјесту, Кад би био бијело дугме се сматра најбољим албумом оријентисаним ка хеви-металу за својих 16 година каријере. Вођа бенда, гитариста и композитор, Горан Бреговић, био је под јаким утицајем хеви-метал пионира, као што су Led Zeppelin и Deep Purple, па је компоновао такву музику са елементима блуза и традиционалне балканске музике на првим албумима.
Име бенда потиче од песме „Кад би био бијело дугме“, коју је бенд раније издао као сингл, док су се још звали Јутро.
Омот албума направио је Бреговићев друг из гимназије, Драган С. Стефановић, па ће се управо тај омот, пар година касније, наћи у британском издању „Пет стотина најлепших музичких албума света“. Први албум је продат у 160 хиљада примерака, па је Бијелом дугмету у фебруару 1975. у Опатији уручено признање „Златна плоча“.

## Снимање
Пре објављивања албума Бијело дугме имало је велики успех са својим синглицама. Југотон је намеравао да изда први албум током пролећа 1975. године, али је менаџер групе Владимир Михаљек успео да убеди челнике издавачке куће да издају плочу током јесени 1974. године. Снимање је почело 2. октобра 1974. године у Љубљани. Албум су продуцирали сами чланови бенда, уз помоћ Деча Жгура. На албуму се налазила нова верзија насловне песме, коју је бенд првобитно објавио као сингл 1973. док је још увек наступао под именом Јутро.

## Списак песама
1. „Кад би био бијело дугме“
2. „Блуз за моју бившу драгу“
3. „Не спавај мала моја музика док свира“
4. „Све ћу да ти дам само да заиграм“
5. „Селма“
6. „Патим ево десет дана“

Све песме на албуму написао је Горан Бреговић, осим песме „Селма“ (В. Дијак, Г. Бреговић)

## Чланови групе
- Жељко Бебек - вокал
- Зоран Реџић - бас-гитара
- Ипе Ивандић - бубњеви
- Владо Правдић - оргуље (Hammond), синтисајзер (Moog), пијанино, електрични клавир
- Горан Бреговић - гитара, усна хармоника

## Продукција
- Продуцент - Владимир Михаљек Миха
- Пројекција - Миро Бевц
- Фотографија - Борис Дучић
- Омот - Драган С. Стефановић

## Пријем
Албум је добро прихваћен од стране публике и критике. Макса Ћатовић је у рецензији часописа Џубокс написао:
| „ | Звуци утиснути на овој плочи могу се, са пуним поверењем, назвати југословенском поп музиком. Некада је ЈУ Група уграђивала народне мотиве, а сада то раде момци из Бијелог дугмета, наизглед много боље и много ближи укусу публике. Ово бисмо могли назвати чак и првим југословенским рок албумом. | ” |

Рок критичар Дражен Врдољак у својој рецензији објављеној 30. новембра 1974. је уводни део прве нумере назвао "пастирским". Неколико недеља касније, у запису о албуму у часопису Тина коришћен је израз „пастирски рок“. Тај термин је убрзо преузео шири део југословенске јавности и често се користио.
Највећи хитови албума били су насловна нумера, хит под утицајем рокенрола „Не спавај, мала моја, музика док свира“, и балада „Селма“, са текстом песника Владе Дијака. Албум је одмах по изласку оборио рекорд најпродаванијег југословенског рок албума, који је продат у више од 30.000 примерака. У фебруару 1975. Бијело дугме је награђено златном плочом на Опатијском фестивалу, јер су свој деби албум продали у више од 40.000 примерака. Коначан број продатих примерака био је око 141.000.

## Наслеђе
Албум је 1998. године оцењен као 16. на листи 100 највећих југословенских рок и поп албума. 2015. године омот албума Кад би био бијело дугме заузео је 20. место на листи 100 најбољих омота албума југословенског рока.